# Michael J. Fox
Michael Andrew Fox OC, ismertebb nevén Michael J. Fox (Edmonton, Kanada, 1961. június 9. –) többszörös Primetime Emmy-díjas kanadai–amerikai színész, filmproducer, író és aktivista.
Színészként öt Primetime Emmy-díjat, négy Golden Globe-díjat és két Screen Actors Guild-díjat tudhat magáénak. 1982 és 1989 a Családi kötelékek című szituációs komédiában szerepelt, majd a Vissza a jövőbe trilógia (1985–1990) tette világhírűvé, amelyben a főszereplő Marty McFlyt alakította. Miután 1991-ben Parkinson-kórt diagnosztizáltak nála, az 1990-es évek végére részben visszavonult a színészettől. Ezt követően főként szinkronszerepeket vállalt olyan animációs filmekben, mint a Stuart Little, kisegér (1999) és annak folytatásai. 1996 és 2001 között a Kerge város című vígjátéksorozat szereplőgárdájának tagja volt.
A 2000-es és 2010-es években televíziós szereplései voltak a Dokik, a Boston Legal – Jogi játszmák, a Ments meg!, A férjem védelmében, a Félig üres és A kijelölt túlélő című sorozatokban. 2020-ban jelentette be végleges visszavonulását a szerepléstől, romló egészségi állapota miatt.

## Családja
Szülei Pyllis Piper és William Nelson Fox. Négy testvére van: két nővére, Karen és Jackie, egy húga, Kelli és egy bátyja, Steve.

## Élete

### Gyermekkora
Kiskorában sokat költöztek, mert apja katona volt, és mindig máshová vezényelték. Végül Burnabyben telepedtek le. Már gyermekkorától művész beállítottságú volt; sokat rajzolt, sőt verseket és kisebb történeteket írt kisiskolásként. Majd drámaórákra járt, és barátaival alapított együttesben gitározott.

### Első szerepei
Első szerepét 17 évesen kapta a Leó és én című kanadai sorozatban, ahol egy 12 éves fiút alakított. 18 évesen Los Angelesbe költözött, ahol három évig szinte nyomorban élt. 1982-ben megkapta Alex P. Keaton szerepét a Családi kötelékek című sorozatban, ami meghozta számára az ismertséget.

### Vissza a jövőbe
1985-ben eljátszotta Marty McFly szerepét Robert Zemeckis Vissza a jövőbe című sci-fi vígjátékában. Ezzel egycsapásra világhírűvé vált. 1988-ban feleségül vette Tracy Pollan színésznőt. 1989-ben megszületett első gyermekük, Sam. Közben leforgatta a Vissza a jövőbe második és harmadik részét, majd még olyan filmekben játszott, mint a Dupla vagy semmi, a Doc Hollywood és a Jobb ma egy zsaru, mint holnap kettő.

### A Parkinson-kór
30 éves korában kiderült, hogy fiatalkori Parkinson-kórban szenved. Diagnózisát csak családjának és legközelebbi barátainak mondta el. Az orvosok ekkor még 10 jó évet jósoltak neki, ami után vissza kellett volna vonulnia. Az alkoholhoz menekült, de hamarosan rájött, hogy az nem javít a helyzetén. Felesége segítségével leszokott az ivásról, majd több filmet forgatott le egyszerre. Például a Szenzációs recepciós, a Szerelem a Fehér Házban, A pénz boldogít, és a Törjön ki a frász! című filmeket. Ezután belekezdett egy tévésorozatba, a Kerge városba, amelynek főszereplője és társproducere is volt. 1995. február 15-én ikerlányai születtek, Aquinnah és Schuyler. 1998-ban hét évnyi titkolózás és találgatás után az egész világot megdöbbentette azzal, hogy betegségét nyilvánosságra hozta. Ebben az évben végrehajtottak rajta egy sikeres agyműtétet, ami a betegségén nem, de egyes tüneteken enyhített. 1999-ben egészsége romlása miatt otthagyta a Kerge várost, szerepét Charlie Sheen vette át. 2001 novemberében megszületett negyedik gyermekük, Esme. 2002-ben Stuart Little kisegér hangja volt, majd az Atlantis – Az elveszett birodalom című rajzfilm főhősének kölcsönözte hangját. Jelenleg adományokat gyűjt, és lobbizik a Michael J. Fox Parkinson Alapítvány részére, amelynek célja a betegség gyógymódjának kutatása. Legtöbb idejét családjával tölti.

## Filmográfia

### Film
| Év   | Magyar cím                                            | Eredeti cím                              | Szerep                                       | Magyar hang      |
| ---- | ----------------------------------------------------- | ---------------------------------------- | -------------------------------------------- | ---------------- |
| 1980 | Őrült éjjel                                           | Midnight Madness                         | Scott Larson                                 |                  |
| 1982 | Az erőszak iskolája                                   | Class of 1984                            | Arthur                                       |                  |
| 1985 | Vissza a jövőbe                                       | Back to the Future                       | Marty McFly                                  | Rudolf Péter     |
| 1985 | Az ifjú farkasember                                   | Teen Wolf                                | Scott Howard                                 | Zalán János      |
| 1985 | Az ifjú farkasember                                   | Teen Wolf                                | Scott Howard                                 | Szokol Péter     |
| 1987 | Hajnalfény                                            | Light of Day                             | Joe Rasnick                                  |                  |
| 1987 | Dupla vagy semmi                                      | The Secret of My Success                 | Brantley Foster                              | Benkő Péter      |
| 1988 | Fények, nagyváros                                     | Bright Lights, Big City                  | Jamie Conway                                 | Szokol Péter     |
| 1989 | A háború áldozatai                                    | Casualties of War                        | Max Eriksson őrvezető                        | Lippai László    |
| 1989 | A háború áldozatai                                    | Casualties of War                        | Max Eriksson őrvezető                        | Simonyi Balázs   |
| 1989 | A háború áldozatai                                    | Casualties of War                        | Max Eriksson őrvezető                        | Csőre Gábor      |
| 1989 | Vissza a jövőbe II.                                   | Back to the Future Part II               | Marty McFly / Marty McFly Jr / Marlene McFly | Rudolf Péter     |
| 1990 | Vissza a jövőbe III.                                  | Back to the Future Part III              | Marty McFly / Seamus McFly                   | Rudolf Péter     |
| 1991 | Jobb ma egy zsaru, mint holnap kettő                  | The Hard Way                             | Nick "Nicky" Lang                            | Gyabronka József |
| 1991 | Doc Hollywood                                         | Doc Hollywood                            | Dr. Benjamin "Ben" Stone                     | Bor Zoltán       |
| 1993 | Úton hazafelé – Egy hihetetlen utazás                 | Homeward Bound: The Incredible Journey   | Lutri (hangja)                               | Stohl András     |
| 1993 | A gyereknepper                                        | Life with Mikey                          | Michael "Mikey" Chapman                      | Bor Zoltán       |
| 1993 | Szenzációs recepciós                                  | For Love or Money                        | Doug Ireland                                 | Görög László     |
| 1994 |                                                       | Where the Rivers Flow North              | Clayton Farnsworth                           |                  |
| 1994 | A pénz boldogít                                       | Greedy                                   | Daniel "Danny" McTeague, Jr.                 | Lippai László    |
| 1995 | Hideg, mint a vér                                     | Coldblooded                              | Tim Alexander                                |                  |
| 1995 | Egy füst alatt – Beindulva                            | Blue in the Face                         | Pete Maloney                                 | Lippai László    |
| 1995 | Szerelem a Fehér Házban                               | The American President                   | Lewis Rothschild                             | Felföldi László  |
| 1996 | Úton hazafelé 2. – Kaland San Franciscóban            | Homeward Bound II: Lost in San Francisco | Mázli (hangja)                               | Fekete Zoltán    |
| 1996 | Törjön ki a frász!                                    | The Frighteners                          | Frank Bannister                              | Rudolf Péter     |
| 1996 | Támad a Mars!                                         | Mars Attacks!                            | Jason Stone                                  | Háda János       |
| 1999 | Stuart Little, kisegér                                | Stuart Little                            | Stuart Little (hangja)                       | Rudolf Péter     |
| 2001 | Atlantisz – Az elveszett birodalom                    | Atlantis: The Lost Empire                | Milo James Thatch (hangja)                   | Markovics Tamás  |
| 2002 | Úttalan út                                            | Interstate 60                            | Mr. Baker (cameo)                            | Lippai László    |
| 2002 | Stuart Little, kisegér 2.                             | Stuart Little 2                          | Stuart Little (hangja)                       | Rudolf Péter     |
| 2005 | Stuart Little, kisegér 3. – A vadon hívása (DVD-film) | Stuart Little 3: Call of the Wild        | Stuart Little (hangja)                       | Józsa Imre       |
| 2007 | A Robinson család titka                               | Meet the Robinsons                       | Wilbur Robinson (hangja)                     |                  |
| 2013 |                                                       | Drew: The Man Behind the Poster          | önmaga                                       |                  |
| 2014 | Annie                                                 | Annie                                    | önmaga (cameo)                               | Gyabronka József |
| 2015 |                                                       | Being Canadian                           | önmaga                                       |                  |
| 2015 |                                                       | Back in Time                             | önmaga                                       |                  |
| 2015 |                                                       | Mr Calzaghe                              | önmaga                                       |                  |
| 2016 |                                                       | A.R.C.H.I.E.                             | A.R.C.H.I.E. (hangja)                        |                  |
| 2018 |                                                       | A.R.C.H.I.E. 2                           | A.R.C.H.I.E. (hangja)                        |                  |
| 2019 | Viszlát tegnap                                        | See You Yesterday                        | Mr. Lockhart (cameo)                         |                  |

### Televízió
| Év        | Magyar cím                   | Eredeti cím                             | Szerep                         | Megjegyzések                                             |
| --------- | ---------------------------- | --------------------------------------- | ------------------------------ | -------------------------------------------------------- |
| 1977      |                              | The Magic Lie                           | Nicky                          | 1 epizód                                                 |
| 1979      |                              | Letters from Frank                      | Ricky                          | tévéfilm                                                 |
| 1979      |                              | Lou Grant                               | Paul Stone                     | 1 epizód                                                 |
| 1980–1981 |                              | Palmerstown, U.S.A.                     | Willy-Joe Hall                 | 11 epizód                                                |
| 1980      |                              | Family                                  | Richard Topol                  | 1 epizód                                                 |
| 1980      | Boomer, a csodakutya         | Here's Boomer                           | Jackie                         | 1 epizód                                                 |
| 1980      |                              | Trapper John, M.D.                      | Elliot Schweitzer              | 1 epizód                                                 |
| 1981      |                              | Leo and Me                              | Jamie                          | 12 epizód                                                |
| 1982      |                              | Teachers Only                           | Jeff                           | 1 epizód                                                 |
| 1982–1989 | Családi kötelékek            | Family Ties                             | Alex P. Keaton                 | főszereplő (176 epizód)                                  |
| 1983      | Szerelemhajó                 | The Love Boat                           | Jimmy                          | 1 epizód                                                 |
| 1983      |                              | High School U.S.A.                      | Jay-Jay Manners                | tévéfilm                                                 |
| 1983–1984 |                              | The $25,000 Pyramid                     | önmaga                         | 30 epizód                                                |
| 1984      |                              | Night Court                             | Eddie Simms                    | 1 epizód                                                 |
| 1984      |                              | The Homemade Comedy Special             | házigazda                      | különkiadás                                              |
| 1984      |                              | Don't Ask Me, Ask God                   | jövőbeli fiú                   | különkiadás                                              |
| 1985      |                              | Family Ties Vacation                    | Alex P. Keaton                 | tévéfilm                                                 |
| 1985      | Fenyves tábor                | Poison Ivy                              | Dennis Baxter                  | - tévéfilm - magyar hangja: - Gyabronka József           |
| 1987      |                              | Dear America: Letters Home from Vietnam | Raymond Griffiths (hangja)     | dokumentumfilm                                           |
| 1990      |                              | Sex, Buys, & Advertising                | önmaga                         | különkiadás                                              |
| 1991      | Saturday Night Live          | Saturday Night Live                     | házigazda                      | 1 epizód                                                 |
| 1991      | Mesék a kriptából            | Tales from the Crypt                    | ügyész                         | 1 epizód (rendezőként is)                                |
| 1992      |                              | Shelley Duvall's Bedtime Stories        | narrátor                       | 1 epizód                                                 |
| 1994      | Semmi pánik                  | Don't Drink the Water                   | Axel Magee                     | tévéfilm                                                 |
| 1996–2001 | Kerge város                  | Spin City                               | Mike Flaherty                  | - főszereplő (103 epizód) - vezető producer (100 epizód) |
| 1997      |                              | The Chris Rock Show                     | önmaga                         | 1 epizód                                                 |
| 2002      |                              | Clone High                              | Gandhi maradék veséje (hangja) | 1 epizód                                                 |
| 2004      | Dokik                        | Scrubs                                  | Dr. Kevin Casey                | 2 epizód                                                 |
| 2005      | Milly, maradj velem!         | Saving Milly                            | önmaga                         | - tévéfilm - magyar hangja: - Kárpáti Levente            |
| 2006      | Boston Legal – Jogi játszmák | Boston Legal                            | Daniel Post                    | 6 epizód                                                 |
| 2009      | Ments meg!                   | Rescue Me                               | Dwight                         | 5 epizód                                                 |
| 2009      |                              | The Magic 7                             | Marcel Maggot (hangja)         | tévéfilm                                                 |
| 2010–2016 | A férjem védelmében          | The Good Wife                           | Louis Canning                  | visszatérő szereplő (26 epizód)                          |
| 2011      | Phineas és Ferb              | Phineas and Ferb                        | Michael (hangja)               | 1 epizód                                                 |
| 2011–2017 | Félig üres                   | Curb Your Enthusiasm                    | önmaga                         | - 2 epizód - magyar hangja: - Gyabronka József           |
| 2013–2014 |                              | The Michael J. Fox Show                 | Mike Henry                     | - 22 epizód - vezető producer                            |
| 2015      |                              | Jimmy Kimmel Live!                      | Marty McFly                    |                                                          |
| 2016      |                              | Nightcap                                | önmaga                         | 1 epizód                                                 |
| 2018      | A kijelölt túlélő            | Designated Survivor                     | Ethan West                     | 5 epizód                                                 |
| 2019      |                              | Corner Gas Animated                     | önmaga (hangja)                | 1 epizód                                                 |
| 2020      | Diane védelmében             | The Good Fight                          | Louis Canning                  | 2 epizód                                                 |

## Elismerései
- 1986: Emmy-díj (Családi kötelékek)
- 1987: Emmy-díj (Családi kötelékek)
- 1988: Emmy-díj (Családi kötelékek)
- 1989: Golden Globe-díj (Családi kötelékek)
- 1997: Golden Globe-díj (Kerge város)
- 1998: Golden Globe-díj (Kerge város)
- 1999: Golden Globe-díj (Kerge város)
- 2000: Emmy-díj, Arany Glóbusz (Kerge város)
- 2002-ben csillagot kapott a hollywoodi Hírességek Sétányán
- 2009: Emmy-díj, legjobb férfi mellékszereplő (drámai tévésorozat) (Rescue Me)

## Magyarul megjelent művei
- Szerencsés ember. Életrajz; ford. Kiss Marianne; Geopen, Bp., 2003

## Fordítás
- Ez a szócikk részben vagy egészben  a   Michael J. Fox című angol Wikipédia-szócikk fordításán alapul.  Az eredeti cikk szerkesztőit annak laptörténete sorolja fel. Ez a jelzés csupán a megfogalmazás eredetét és a szerzői jogokat jelzi, nem szolgál a cikkben szereplő információk forrásmegjelöléseként.